# Jeff Saturday
Pour les articles homonymes, voir Saturday.
(en) Statistiques sur pro-football-reference
Jeffrey Bryant Saturday, né le 8 juin 1975 à Atlanta (Géorgie), est un joueur américain de football américain devenu entraîneur. Il évoluait comme centre dans la National Football League (NFL).

## Biographie

### Carrière universitaire
Il a étudié à l'Université de Caroline du Nord à Chapel Hill et a joué pour les Tar Heels de l'université de Caroline du Nord de 1994 à 1997.

### Carrière professionnelle
Saturday n'est pas sélectionné à la conclusion de la draft 1998 de la NFL, mais signe aux Ravens de Baltimore avant d'être libéré avant le début de saison. Il intégra alors la franchise des Colts d'Indianapolis l'année suivante, en 1999.
D'abord remplaçant de Steve McKinney, il réussit à obtenir sa place de titulaire. Quelques années plus tard, lors de la montée en puissance des Colts et sous l'impulsion du quarterback Peyton Manning, la franchise remporta le Super Bowl XLI au terme de la saison 2006.
Le 13 mars 2012, il signe un contrat de 2 ans avec les Packers de Green Bay.
Le 7 mars 2013, après son dernier Pro Bowl et avoir signé un contrat d'une journée avec les Colts, il décide de prendre sa retraite sportive. Il a été sélectionné six fois au Pro Bowl et quatre fois au All-Pro.

### Après-carrière
Il est membre du comité de la National Football League Players Association.
En 2017, il devient l'entraîneur principal de l'équipe de football américain de la Hebron Christian Academy, une école secondaire privée à Dacula en Géorgie. Il occupe ce poste durant trois saisons avant de donner sa démission en 2020.
Le 7 novembre 2022, il est nommé entraîneur principal par intérim des Colts d'Indianapolis après le renvoi de Frank Reich durant la saison. Il est le premier entraîneur principal de la NFL sans expérience d'entraîneur dans la NFL ou au niveau universitaire depuis Norm Van Brocklin en 1961.